# Méridatapaculo
De Méridatapaculo (Scytalopus meridanus) is een zangvogel uit de familie Rhinocryptidae (tapaculo's).

## Verspreiding en leefgebied
Deze soort is endemisch in het noordwesten van Venezuela en telt twee ondersoorten:
- S. m. meridanus: Mérida en Táchira.
- S. m. fuscicauda: Lara en Trujillo.

## Status
De grootte van de populatie is niet gekwantificeerd maar de soort wordt omschreven als vrij algemeen. Op de Rode lijst van de IUCN heeft deze soort de status niet bedreigd.